# Siris
Siris – miejscowość i gmina we Włoszech, w regionie Sardynia, w prowincji Oristano.
Według danych na rok 2004 gminę zamieszkiwało 249 osób, 41,5 os./km². Graniczy z Masullas, Morgongiori i Pompu.